# Protoneobisium
Genre
Protoneobisium est un genre de pseudoscorpions de la famille des Neobisiidae.

## Distribution
Les espèces de ce genre sont endémiques de Croatie.

## Liste des espèces
Selon Pseudoscorpions of the World (version 3.0) :
- Protoneobisium biocovense (Müller, 1931)
- Protoneobisium basilice Ćurčić & Radja, 2008

## Publication originale
- Ćurčić, 1988 : Cave-dwelling pseudoscorpions of the Dinaric karst. Slovenska Akademija Znanosti in Umetnosti, Ljubljana, p. 1-192.